# La Bâthie
La Bâthie – miejscowość i gmina we Francji, w regionie Owernia-Rodan-Alpy, w departamencie Sabaudia.
Według danych na rok 1990 gminę zamieszkiwało 1880 osób, a gęstość zaludnienia wynosiła 84 osób/km² (wśród 2880 gmin regionu Rodan-Alpy La Bâthie plasuje się na 460. miejscu pod względem liczby ludności, natomiast pod względem powierzchni na miejscu 412.).
Przez gminę przepływa rzeka Isère.
W miejscowości znajduje się duża podziemna elektrownia wodna o maksymalnej mocy 550 MW. Jej turbiny napędzają wody ze zbiorników Roselend, Saint-Guérin i Gittaz w masywie Beaufortain, dostarczane podziemnym rurociągiem. Jej roczna produkcja wynosi ok. 1 miliarda kilowatogodzin.